# Said Tarba
Said Tarba, ros. Саид Тарба (ur. 15 lub 17 października 1968 w Gudauta, Gruzińska SRR, ZSRR) – rosyjski piłkarz pochodzenia abchaskiego grający na pozycji obrońcy.

## Kariera piłkarska

### Kariera klubowa
W 1985 roku rozpoczął karierę piłkarską w Dinamo Suchumi, skąd w następnym roku został zaproszony do Dinama Tbilisi. Jako 18-latek nie mógł mieć miejsca w gwiazdorskim składzie tbiliskiej drużyny, dlatego na pół roku został zwrócony do Suchumi. Potem też tylko 2 razy zagrał w podstawowym składzie Dinama Tbilisi i latem 1989 piłkarz powrócił do Dinama Suchumi. Po rozpoczęciu wojny w Abchazji w 1992 roku nie grał w żadnym zespole. Dopiero w 1994 został piłkarzem miejscowego klubu Rica Gudauta. W 1995 przeniósł się do Żemczużyny Soczi. W 1996 zakończył karierę piłkarską w SKA Rostów nad Donem.

## Sukcesy i odznaczenia

### Sukcesy klubowe
- mistrz Drugiej Ligi ZSRR: 1989